# ويليام هيلي دال
ويليام هيلي دال (بالإنجليزية: William Healey Dall)‏ هو عالم حيوانات وأحيائي أمريكي، ولد في 21 أغسطس 1845 في بوسطن في الولايات المتحدة، وتوفي في 27 مارس 1927 في واشنطن العاصمة في الولايات المتحدة. قدم دال مساهمات كبيرة في مجالات علم الطيور، وعلم الحيوانات الفقارية واللافقارية، وعلم الإنسان المادي والثقافي، وعلم المحيطات وعلم الأحياء القديمة. بالإضافة إلى ذلك، أجرى عمليات للأرصاد الجوية في ألاسكا لصالح مؤسسة سميثسونيان.

## سيرته الذاتية

### النشأة
ولد دال في بوسطن، ماساتشوستس. انتقل والده -تشارلز هنري أبليتون دال (1816-1886)، الكاهن التوحيدي- إلى الهند في عام 1855 مبشرًا. ومع ذلك بقيت عائلته في ولاية ماساتشوستس، حيث كانت والدة دال كارولين ويلز هيلي معلمة من أنصار الفلسفة المتعالية ومصلحة ونسوية بارزة.
في عام 1862، عرّف والد دال -في إحدى زياراته القصيرة القليلة إلى موطنه- ابنَه على علماء الطبيعة في جامعة هارفارد، حيث درس، وفي عام 1863، عندما تخرج دال من المدرسة الثانوية، اهتم بعلم الرخويات بشدة. في عام 1863، أصبح تلميذاً للويس أغاسيز -مؤسس متحف علم الحيوان المقارن بجامعة هارفارد- في مجال العلوم الطبيعية. شجع اهتمام دال بعلم الرخويات، وكان هذا المجال ما زال في مهده. درس أيضًا التشريح والطب تحت يدي جيفريز وايمان والدكتور دانيال برينرد.

### المناصب الأولى، البعثات الأولى
استلم دال وظيفة في شيكاغو، حيث التقى بالعالم الطبيعي الشهير روبرت كينيكوت (1835-1866) في متحف أكاديمية شيكاغو للعلوم. في عام 1865، نُظمت بعثة ويسترن يونيون للتلغراف لإيجاد طريق محتمل لإنشاء خط تلغراف بين أمريكا الشمالية وروسيا من طريق بحر بيرنغ. وقع الاختيار على كينيكوت على أنه عالم في هذه الحملة، وبتأثير من سبنسر فولرتون بيرد من مؤسسة سميثسونيان، عيّن دال مساعدًا له، بفضل خبرته في اللافقاريات والأسماك. على متن سفينة نايتنغيل، بقيادة صائد الحيتان وعالم الطبيعة تشارلز ميلفيل سكامون (1825-1911)، استكشف دال ساحل سيبيريا، ورسا عدة مرات في ألاسكا (كانت ما تزال تابعة للأراضي الروسية في ذلك الوقت). سميت مدينة سكامون باي في ألاسكا نسبةً لتشارلز سكامون.
في عام 1866، واصل دال بعثته إلى سيبيريا. عند توقفه في مدينة سانت مايكل في ألاسكا، أُبلغ أن كنيكوت توفي متأثرًا بنوبة قلبية في 13 مايو عام 1866، أثناء استكشاف طريق تلغراف محتمل على طول نهر يوكون. بقي دال في يوكون خلال فصل الشتاء لإنهاء عمل كنيكوت في نهر يوكون في ألاسكا. بسبب إلغاء بعثته الخاصة، اضطر إلى مواصلة هذا العمل على نفقته الخاصة حتى خريف عام 1868. وفي الوقت نفسه، في عام 1867، حصلت الولايات المتحدة على ألاسكا من روسيا مقابل 7.2 مليون دولار. كان هذا البلد مجهول الهوية، ما تزال الحيوانات والنباتات فيه بانتظار الاستكشاف والوصف، وهي مهمة حملها دال على عاتقه بصفته عالمًا مسّاحًا.

### 1880 وما بعد
تزوج دال من أنيت ويتني في عام 1880. سافرا إلى ألاسكا في شهر العسل. بعد وصولهما إلى مدينة سيتكا، عادت زوجته إلى العاصمة واشنطن، وبدأ موسم المسح الأخير له على متن سفينة يوكون. كان برفقته، من بين أشخاص آخرين، عالم الأسماك تارلتون هوفمان بين (1916-1846).
في عام 1882 ساهم دال في لجنة حملة الكونغرس الجمهوري.
غادر دال الساحل الأمريكي والمسح الجيوديسي عام 1884، بعد أن كتب أكثر من 400 ورقة بحث. في عام 1885، انتقل إلى وكالة الماسح الجيولوجي الأمريكية التي أُنشئت حديثًا، وحصل على منصب عالم الأحياء القديمة. تعين في المتحف الوطني للولايات المتحدة مشرفًا فخريًا على قسم علم الأحياء اللافقارية القديمة، ودراسة الرخويات الحديثة ومستحاثاتها. شغل هذا المنصب حتى وفاته.
في جزء من عمله في وكالة الماسح الجيولوجي الأمريكية، قام دال برحلات لدراسة الجيولوجيا والمستحاثات: في الشمال الغربي (1890، 1892، 1895، 1897، 1901، 1910)، فلوريدا (1891)، وجورجيا (1893).
في عام 1899، كان هو ونخبة من العلماء -مثل خبير علم الجليد جون موي- أعضاء في بعثة هاريمان ألاسكا، على متن سفينة إس. إس. جورج دبليو. إلدر، على طول المضايق الجليدية في ساحل ألاسكا، وجزر ألوتيان وإلى مضيق بيرنغ. وصفوا العديد من الأجناس والأنواع الجديدة. كان دال هو الخبير بلا منازع في ألاسكا، وكثيرًا ما فوجئ العلماء الذين كانوا على متن السفينة بسعة اطلاعه، سواء في علم الأحياء أو فيما يتعلق بثقافات شعوب ألاسكا الأصلية. تشمل مساهماته في تقارير بعثة هاريمان ألاسكا، فصلاً عن وصف ألاسكا واستكشافها، والمجلد 13، رخويات البر والمياه العذبة.
أمضى دال شهرين في متحف الأسقف في هاواي وهو يتفحّص مجموعة الصدف.